# E. T., a földönkívüli
Az E. T., a földönkívüli (eredeti cím: E.T. the Extra-Terrestrial) 1982-ben bemutatott amerikai sci-fi film, amely két változatban is megjelent. A forgatókönyvet Melissa Mathison írta. A rendezője Steven Spielberg, producerei Spielberg és Kathleen Kennedy. A zenéjét John Williams szerezte. A főszerepekben Henry Thomas, Robert MacNaughton, Drew Barrymore, Dee Wallace és Peter Coyote láthatók. A mozifilm az Amblin Entertainment gyártásában készült, az Universal Pictures forgalmazásában jelent meg.
Amerikában 1982. június 11-én, Magyarországon 1983. december 22-én mutatták be a mozikban. Felújított változatban 2002-ben adták ki 20. évfordulója alkalmából.

## Áttekintés
A film bemutatása után azonnal hatalmas siker lett Amerikában és az egész világon. A történet a Galaxison átívelő barátságról Spielberg saját állítása szerint kedvenc filmje azóta is, mely addig egyedülálló módon ötvözte a gyermekmesét és a tudományos-fantasztikus történetek világát. Rajongói közé tartozott Ronald Reagan akkori amerikai elnök is. E. T. történetéből regény és folytatás is született, amit William Kotzwinkle írt. A filmet 9 Oscar-díjra jelölték, ebből 4-et meg is nyert, köztük a legjobb filmzene aranyszobrát – zenéjét John Williams írta.

## Cselekmény
A film egy kaliforniai kisvárosban játszódik (bár a helyszín a filmben nincs nevesítve). Az Erdőben láthatjuk, amint egy földönkívüli űrhajó száll le. A különös, totyogó idegen lények növényeket keresgélnek (bár a filmből nem derül ki egyértelműen, a regény szerint a lények valójában botanikusok). Amikor találkoznak egymással, a mellkasuk vöröses fénnyel izzik, közöttük ez egyfajta köszönésnek felel meg. Az időközben a helyszínre érkező rendőrök azonban megzavarják a lényeket, akik ezért menekülni kényszerülnek. A történet főszereplője, E. T. nem tud időben visszaérni az űrhajóhoz, ezért az otthagyja őt, és így a Földön reked.
E. T. a rá vadászó rendőrök elől menekülve elindul az erdőből a közeli kisváros felé. Egy ház teraszán találkozik Elliottal, a tízéves kisfiúval. Először mindketten megijednek, de aztán a fiú M&M drazsékkal a házba csábítja a földönkívüli lényt. Lassan barátság szövődik kettejük közt. Elliott rövid ideig mindenki elől titkolja, hogy a házukban rejtegeti E. T.-t, de hamarosan testvéreit is beavatja a titokba. A gyerekek megtudják E. T.-től, hogy egy távoli bolygóról származik. E. T. – mialatt Elliott iskolában van, ő pedig egyedül tölti a napot a házban – elkezd megtanulni beszélni és megérti, mire való a telefon.

## Szereplők
| Szereplő                | Színész / Eredeti hang | Magyar hang        | Magyar hang             |
| Szereplő                | Színész / Eredeti hang | 1. magyar változat | 2. magyar változat      |
| ----------------------- | ---------------------- | ------------------ | ----------------------- |
| E. T.                   | Pat Welsh              | Koroknay Géza      | Besenczi Árpád[forrás?] |
| Mary                    | Dee Wallace-Stone      | Földi Teri         | Vándor Éva              |
| Elliott                 | Henry Thomas           | Jancsó Dávid       | Gacsal Ádám             |
| Kulcsos                 | Peter Coyote           | Gáti Oszkár        | Bácskai János           |
| Michael                 | Robert MacNaughton     |                    | Molnár Levente          |
| Gertie                  | Drew Barrymore         |                    | Bánlaki Kelly           |
| Tyler                   | C. Thomas Howell       |                    | Borbíró András          |
| Csinos kislány          | Erika Eleniak          |                    |                         |
| Természettudomány-tanár | Richard Swingler       | Bács Ferenc        | Rosta Sándor            |
| Greg                    | K.C. Martel            |                    |                         |
| Steve                   | Sean Frye              |                    | Előd Álmos              |
| Osztálytárs             | David M. O'Dell        |                    |                         |

## Díjak és jelölések
Golden Globe-díj (1983)
- díj: legjobb eredeti filmzene: John Williams
- díj: legjobb film – drámai kategória
- jelölés: legjobb rendező – Steven Spielberg
- jelölés: legjobb forgatókönyv – Melissa Mathison

Grammy-díj (1983)
- díj: legjobb eredeti filmzene: John Williams

Oscar-díj (1983)
- díj: legjobb vizuális effektusok
- díj: legjobb hangeffektusok
- díj: legjobb hang
- díj: legjobb eredeti filmzene: John Williams
- jelölés: legjobb film jelölés
- jelölés: legjobb rendező – Steven Spielberg
- jelölés: legjobb operatőr – Allen Daviau
- jelölés: legjobb eredeti forgatókönyv – Melissa Mathison
- jelölés: legjobb vágás – Carol Littleton

BAFTA-díj (1983)
- díj: legjobb eredeti filmzene: John Williams
- jelölés: legjobb film jelölés
- jelölés: legjobb rendező – Steven Spielberg
- jelölés: legjobb operatőr – Allen Daviau
- jelölés: legjobb látványtervezés jelölés
- jelölés: legjobb vizuális effektusok jelölés
- jelölés: legjobb vágás – Carol Littleton
- jelölés: legjobb smink és maszk jelölés
- jelölés: legjobb forgatókönyv – Melissa Mathison

César-díj (1983)
- jelölés: legjobb idegen nyelvű film jelölés